# Palonosetron
Palonosetronul este un antiemetic de tip antagonist 5-HT3, fiind utilizat în tratamentul grețurilor și vărsăturilor produse de chimioterapie și radioterapie. Căile de administrare disponibile sunt intravenoasă și orală.
Este frecvent utilizat în forma orală în asociere cu netupitant (palonosetron/netupitant).

## Mecanism de acțiune
Palonosetronul este un antagonist al receptorilor serotoninergici de tipul 5-HT3.